# Искупление Христофора Колумба
«Искупление Христофора Колумба» — первая часть фантастической трилогии Орсона Скотта Карда под названием «Служба изучения прошлого». Большая часть книги следует за жизнью и действиями исследователя Христофора Колумба. Основная идея романа была использована в фильме «Дежа вю».

## Сюжет
Роман написан с использованием двух параллельных сюжетных линий.
В конце XV века Христофор Колумб готовится к путешествию через океан, которое принесёт ему славу. Роман следует за его карьерой, исканиями и попытками добиться своей цели. Эта часть книги написана как исторический роман.
В параллельной линии романа, отстоящей на много веков от эпохи Колумба,  будущее человеческой цивилизации является тёмным, поскольку люди исчерпали все природные ресурсы. После столетий войн, эпидемий, засух, потопов и голодов население Земли составляет не более одного миллиарда. Большая часть животных видов вымерла, а сама почва отравлена. Экология планеты безвозвратно нарушена, и человечеству грозит вымирание. По самым оптимистичным прогнозам, население планеты после кризиса составит пять миллионов людей, скатившихся в каменный век. Хотя люди и пытаются восстановить цивилизацию, становится ясно, что им это не удастся. Пытаясь записать историю для будущих поколений, сотрудники Службы изучения прошлого понимают, что этих поколений может и не быть.
Тем временем группа исследователей-физиков создаёт устройство, позволяющее наблюдать за событиями прошлого и записывать их. Позже учёные выясняют, что их устройства наблюдения, при небольшой модернизации, могут работать в две стороны. Более того, теория позволяет перемещать в прошлое даже материальные объекты. Узнав это, учёные решают переписать историю, и дать человечеству шанс на выживание. Физики, действуя в тесном контакте с историками, сосредотачиваются на Колумбе, ключевой исторической личности, чей религиозный фанатизм и иррациональное влечение к Новому Свету привели к столетиям геноцида и экологических разрушений. Ученые приходят к выводу, что, слегка отклонив линию жизни Колумба, можно создать новую историю, где человечество выживет.
Параллельно раскрывается причина стремления Колумба к путешествию за океан. Изначально он вовсе не хотел открывать Новый Свет, а собирался возглавить крестовый поход против мусульман. Но сотрудники Службы изучения прошлого были не первыми, кому в голову пришла идея важности Колумба. Выясняется, что изначальная история была изменена другими путешественниками во времени, что и привело к «нашей» истории. На первой линии времени Колумб не путешествовал через Атлантический океан. Вместо этого он повёл европейские войска в последний Крестовый поход на захват Константинополя, который был захвачен турками за несколько десятилетий до этого. Тем временем Ацтекская империя была захвачена тласкаланцами, научившимися использовать железо. В отличие от ацтеков, тласкаланцы были способны понять и внедрить преимущества технологического прогресса. Они основали Тласкаланскую империю, которая была более современным, централизованным государством, чем Ацтекская империя, и начали экспансию в другие части Америки.
В начале XVI века, португальцы открыли Новый свет, но  были взяты в плен тласкаланцами, которые заставили моряков обучить индейцев созданию и использованию огнестрельного оружия, а также судостроению. Этот контакт, как и на нашей линии времени, привёл к заражению тласкаланцев европейскими болезнями, но последствия этого не были такими радикальными, как в нашей истории, и выжившие тласкаланцы обрели иммунитет. Чума и прибытие белого человека были приняты местными жителями как знаки от их бога Камаштли. Индейцы решили, что Камаштли желает от них больше человеческих жертв, и начали строить свои корабли, готовя армии для вторжения в Европу. Раздроблённая Европа была ослаблена Крестовым походом Колумба, вторжение тласкаланцев оказалось совершенно неожиданным, и ни одна европейская держава не смогла противостоять войскам из-за океана. Более того, тласкаланцы уже не были уязвимы для европейских болезней, но европейцы начали массово заражаться разнообразными американскими заболеваниями, такими как сифилис. Позже тласкаланцы изобрели паровые технологии и начали промышленную революцию, что, вместе с их кровожадной традицией жертвоприношений, помогло им захватить и поработить весь мир и уничтожить все культуры, кроме своей. Результат полностью совпал с нашей линией времени: люди, истощив войнами все природные ресурсы, находились на краю гибели.
Понимая это, люди линии тласкаланцев разработали технологии наблюдения и путешествия во времени. Тамошние учёные поняли, что захват тласкаланцами Европы был величайшей ошибкой в истории. Таким образом, они решили перенаправить стремление Колумба и привести к уничтожению Тласкаланской империи в зародыше. Хотя эта часть плана удалась, изменений оказалось недостаточно, что и привело к нашей, всё ещё «несовершенной», истории.
После окончательной разработки технологии путешествия во времени учёные нашей линии посылают троих агентов в 1492 год, чтобы опять изменить действия Колумба в лучшую сторону. Агенты, осознавая, что после их миссии они навсегда останутся в прошлом, поскольку их будущее исчезнет, всё равно соглашаются на участие в проекте. Иначе умрёт много миллионов людей.
Трое агентов, успешно прибыв на место, пытаются достичь равновесия и создать историю, в которой ни европейцы, ни индейцы не начнут захват друг друга. Это требует великого труда и жертв от всех троих. Один из них жертвует собой, чтобы уничтожить корабли Колумба, после чего тот застревает со своими экипажами в Карибах. Другой агент, являющийся потомком центральноамериканских индейцев, внедряется в общество своих дальних предков, чтобы создать «менее агрессивные версии» ацтеков и тласкаланцев. Третий агент, являющийся женщиной, ожидает встречи с Колумбом после уничтожения их кораблей. С её помощью люди Колумба делятся технологиями с местными племенами. В конце концов женщина из будущего становится любовницей, а потом и женой Колумба. Одновременно агенты напускают на индейцев вирус (продукт генной инженерии), дающий местному населению иммунитет к европейским хворям, тем самым предотвращая очередную причину недоверия между двумя культурами.
В конце концов, после долгих и трудных десятилетий, цель агентов достигнута: две племенные федерации, одна из которых находится в Центральной Америке, а другая — на островах Карибского моря, соединяются в единую структуру. Эта структура держится вместе благодаря взаимному уважению среди племён, с помощью европейских технологий (слегка улучшенных агентами из будущего). Также все индейцы теперь практикуют более умеренную и терпимую версию христианства, радикально отличающуюся от её европейского аналога.
Престарелый Колумб возвращается в Европу через тридцать лет после своего отплытия во главе огромного флота нового индейского государства. Он сообщает, что за океаном находится мощная христианская страна, готовая мирно торговать с Европой. Исповедуемая индейцами мягкая версия христианства, получившая огромную поддержку в мире, быстро останавливает все нарождающиеся войны. Новая история не знает никаких мировых конфликтов.
Под конец жизни Колумба его жена рассказывает мореплавателю правду об ужасных действиях его альтернативных версий, предотвращённых её вмешательством. Колумб плачет, но потом понимает, что своими действиями он искупил свою гипотетическую вину. Великий моряк умирает, окружённый детьми и внуками, безмерно уважающими своего предка.
Конец романа показывает новую версию XX века — гармоничную, мирную и высокоразвитую утопию. Люди в этой истории сумели предотвратить экологические катастрофы обеих предыдущих историй.
Но в самом конце книги археологи вдруг обнаруживают, что три черепа из американских захоронений весят больше среднего. Из них извлечены металлические пластинки, на которых описана предыдущая линия времени, и указаны имена агентов. Эта информация широко распространяется в СМИ, и весь мир в едином порыве склоняется перед героями, которые подарили всем людям нормальную жизнь.

## Издания на русском
- Искупление Христофора Колумба». СПб.: Терра – Книжный клуб, 1997.